# ハーバート・ターナー
ハーバート・ホール・ターナー（Herbert Hall Turner 、1861年8月13日 リーズ - 1930年8月20日 ストックホルム）は、イギリスの天文学者・地震学者。
天文学に使われる「1 天文単位が1秒の角度を張る距離」の単位の名称として parsec（パーセク）を提唱した。国際的な天文学プロジェクトのリダーとなった。1897年王立協会フェロー選出。ケンブリッジ大学で学んだ後、グリニッジ天文台で働き、その後、オクスフォード大学の天文学教授になった。
1918年から地震学の分野で研究し、1922年、深さ100km以上の場所で起こる深発地震を発見した。1927年、ブルース・メダル受賞。
ターナーは、他界する直前の1930年に発見された冥王星に Pluto という名前が付けられるきっかけを作ったことでも知られる。オクスフォード大学ボドリアン図書館の元司書ファルコナー・マダンの孫娘ヴァニーシア・バーニーは、発見されたばかりの新惑星に冥界の神の名前にちなむPlutoという名称を思いついた。マダンからこのアイディアを伝え聞いたターナーがローウェル天文台にいる同僚に電報で伝えたところ、発見者トンボーの大いに気に入るところとなり、新惑星の名称として採用されることとなった。
小惑星(1186) ターネラおよび月のクレータ「ターナー」に名を残す。